# Світлий Юрій Герасимович
Світлий Юрій Герасимович (нар. 1 березня 1930 р. в м. Верхньодніпровськ Дніпропетровської області) — український вчений в галузі гідравлічного транспортування матеріалів, водовугільного палива і гідромеханізації, кандидат технічних наук, доцент. Директор з наукової роботи фірми Гаймек. Член Донецького відділення НТШ. Член редакційної колегії проекту «Гірнича енциклопедія». Один з провідних діячів української наукової школи гідравлічного транспорту.

## Біографія
Після закінчення в 1954 р. Одеського вищого мореплавного училища працював механіком на суднах Камчатського державного морського пароплавства. Залишивши за станом здоров'я морську службу, у вересні 1959 р. починає працювати у Донецькому науково-дослідницькому вугільному інституті.
У вугільній промисловості Донбасу в цей час широко впроваджується технологія гідромеханізації. На шахтах з традиційною технологією видобутку вугілля створюються гідродільниці, будуються нові гідрошахти. Однією з ускладнюючих обставин на шляху розвитку технології гідравлічного транспорту вугілля було зниження сортності палива внаслідок подрібнення, що негативним чином відбивалося на ефективності гідровидобутку. Дослідження закономірностей подрібнення вугілля при гідротранспорті і було основним напрямком роботи молодшого наукового співробітника лабораторії гідротранспорту Ю. Г. Світлого.
У подальші роки Ю. Г. Світлим і його колегами виконано великий обсяг експериментальних досліджень з реальними гідросумішами на трубопроводах промислових діаметрів, а також в умовах діючої системи безнапірного гідротранспорту гідрошахти Д-2 гідрорудника «Піонер», вінцем якої став захист кандидатської дисертації в 1968 р. на вченій Раді Магнітогорського гірничо-металургійного інституту.
У 1967 р. експериментальна станція гідротранспорту наказом Міністра вугільної промисловості України передається до складу інституту УкрНДІГідровугілля, розташованого в м. Луганську, і перетворюється у відділ дальнього гідротранспорту. Старшому науковому співробітнику і потім керівнику сектора і лабораторії Ю. Г. Світлому доручають керівництво роботою по вдосконаленню систем гідрозоловилучення теплових електростанцій, що виконується на замовлення Міненерго СРСР.
Робота виконувалася разом з інститутом «Теплоелектропроект» і його Московським, Київським, Харківським та Уральським відділеннями. У процесі роботи були проведені експериментальні дослідження параметрів гідротранспорту золошлаків від спалення декількох марок енергетичного вугілля, горючих сланців і торфу при сухому і рідкому видаленні шлаку. За результатами цих досліджень разом з інститутами ВНИИГ ім. Б. Е. Вєдєнєєва, МИСИ ім. В. В. Куйбишева та ІГМ АН України були розроблені затверджені Міненерго СРСР «Рекомендації по гідравлічному розрахунку систем напірного гідротранспорту золошлакових матеріалів», виконана науково-дослідна частина проекту гідротранспортної системи для видалення золошлаків Троїцької ГРЕС на оз. Шубаркуль довжиною 26 км, видані технічні рішення по вдосконаленню системи зовнішнього гідрозоловилучення Арктагалінської і Пермської ГРЕС, а також сланцепереробного комбінату Кохтла-Ярве.
У рамках завдання по згущенню і приготуванню золошлакових сумішей підвищеної концентрації був розроблений, виготовлений і перевірений на Рязанській і Прибалтійській ГРЕС вертикальний конусний змішувач, перевірені в напівпромислових і промислових умовах при роботі на золошлакових гідросумішах згущувачі Ленінградського гірничого інституту, ДонВУГІ, витратоміри та густиноміри нових конструкцій.
У період 1976—1980 рр. відділ далекого гідротранспорту виконує головну тему в рамках координаційного плану ДКНТ СРСР по створенню магістральних гідротранспортних систем для доставки вугілля великим тепловим електростанціям, науковим керівником якої був д.т.н., професор Н. Є. Офенгенден. У рамках цієї теми Ю. Г. Світлий бере участь в розробці технічних пропозицій по створенню системи гідравлічного трубопровідного і морського транспорту бурого вугілля Кансько-Ачинського басейну і продуктів його термічної переробки в Європу і розробляє технічні пропозиції, а надалі — ТЕО по створенню магістральної гідротранспортної системи «Західний Донбас — Чигиринська ГРЕС».
Після передчасної кончини Н. Є. Офенгендена в 1979 р. Ю. Г. Світлий стає завідувачем відділу далекого гідротранспорту і керівником головної теми. Під його керівництвом виконується робота з розробки технології гідротранспорту «солоного» вугілля Новомосковського родовища (Західний Донбас) з попутним знесолюванням.
Творчий колектив відділу продовжує багаторічну роботу по створенню і вдосконаленню відцентрових вуглесосів разом з Ясногорським машинобудівним заводом, результатом якої було створення серії вуглесосів У360-120, У900-90 і У900-180, що удостоєні державного Знаку якості. Виконавці роботи, в тому числі Ю. Г. Світлий, були нагороджені медалями Виставки досягнень народного господарства СРСР.
Продовжувалися роботи з надання технічної допомоги гідрошахтам Донбасу. За результатами обстеження гідротранспортних систем на гідрошахтах і збагачувальних фабриках розроблена «Тимчасова галузева інструкція з проектування систем гідравлічного транспорту відходів флотації і повернення оборотної води на збагачувальних фабриках Мінвуглепрому СРСР».
Враховуючи відсутність діючих потужностей по видобутку вугілля в Західному Донбасі, що виключало можливість реалізації проекту магістрального гідротранспорту палива на Чигиринську ГРЕС, Радою Міністрів СРСР було прийняте рішення про створення дослідно-промислового трубопроводу Бєлово-Новосибірськ у Кузбасі. Ю. Г. Світлий призначається керівником цієї проблеми.
У підготовці координаційного плану з проблеми, яким передбачалася участь до тридцяти науково-дослідних, проектних і виробничих організацій, велику допомогу надавали провідні співробітники відділу і, зокрема, С. М. Андреєва, Ю. Ф. Власов, Н. Б. Трейнер. Основним співвиконавцем і проектувальником по проекту був інститут ВНИИГидроуголь, в якому провідним фахівцем був С. П. Костовецький.
З липня 1983 р. розпорядженням Голови Ради Міністрів СРСР відділ далекого гідротранспорту інституту УкрНДІгідровугілля в м. Донецьку передається до складу новоутвореного інституту ВНИИПИГидротрубопровод (м. Москва) і перетворюється в Донецький комплексний науково-дослідний і проектно-конструкторський відділ. Керівником відділу призначається Ю. Г. Світлий.
З цього часу головним з проблеми дослідно-промислового трубопроводу Бєлово-Новосибірськ, який рішенням уряду переорієнтується на транспортування водовугільного палива, стає новий інститут. Колектив Донецького комплексного відділу бере активну участь в проведенні науково-дослідних робіт з розробки технології приготування водовугільного палива, проектуванні, створенні і освоєнні дослідно-промислового трубопроводу. Колективом співробітників лабораторії гідромашин, керованої Н. Б. Трейнером створений спеціальний унікальний стенд, на якому проведені випробування поршневого насоса У8-3МА2, на основі яких розроблені технічні рішення, використані ВО «Уралмаш» при створенні поршневого насосу нового типу УНБ-600. Такими насосами і були обладнані насосні станції дослідно-промислового трубопроводу. Активну участь в цій роботі брали В. О. Пугач, В. М. Потапенко і ін.
Однією з основних галузей роботи була розробка технології приготування водовугільного палива, над якою з повною віддачею сил працював колектив на чолі з Т. В. Карліною (І. М. Башкатова, Т. О. Потапенко і ін.) при активному сприянні лабораторії, керованої Ю. Ф. Власовим. Були проведені експериментальні дослідження і разом з науковими і проектними підрозділами інституту ВНИИПИГидротрубопровод розроблене ТЕО магістральної гідротранспортної системи Кузбас-Урал-Поволжя-Центр-Україна для переміщення у вигляді водовугільного палива понад 30 млн т вугілля в рік з Кузбасу до теплових електростанцій, розташованих в західній частині країни.
Проводилися дослідження і в співдружності з комплексним відділом НВО «Гидротрубопровод» в м. Тбілісі і Донецьким політехнічним інститутом розроблялися технічні пропозиції по створенню комплексу для видобутку піску з дна природних водоймищ північних регіонів Східного Сибіру для намивання в умовах вічної мерзлоти і облаштування майданчиків нафтових і газових бурових установок.
На замовлення Уряду Китаю розроблені технічні пропозиції по створенню магістральної гідротранспортної системи Бінсень-Ухань протяжністю 130 км для транспортування водовугільного палива до теплової електростанції, що будувалась.
У цей же час Ю. Г. Світлий керує роботою по створенню проекту гідравлічної технології видобутку і транспортування марганцевої руди на руднику «Оброчище» (Болгарія), що виконується за контрактом протягом декількох років разом з інститутами НІПРОРУДА (м. Софія, Болгарія) і Механобрчормет (м. Кривий Ріг). Активну участь в цій роботі брали Ю. Ф. Власов, С. М. Андрєєва, А. Ф. Корнелюк.
За договором з Дніпропетровським інститутом «Океанмаш» виконуються експериментальні дослідження параметрів гідротранспорту по вертикальному трубопроводу марганцевих конкрецій з глибини 6000 м і розробляється струменевий насос для комплексу по видобутку марганцевих конкрецій з дна світового океану, відповідальним виконавцем якої був В. І. Нікітін.
За контрактом з фірмою «Агроопрема» були розроблені технічні пропозиції для участі в тендері на створення системи внутрішнього і зовнішнього гідрозоловилучення на ТЕЦ «Колубара Б» в районі м. Белграда (Югославія). Якість роботи, що дістала високу оцінку югославських фахівців, дозволила успішно пройти два кола конкурсу і сподіватися на успішне його завершення. На жаль, робота була припинена з початком т. зв. «перебудови» і розпадом СРСР.
У цей період Донецький комплексний відділ (згодом Донецьке відділення НВО «Гідротрубопровід») тісно співробітничає з Луганським машинобудівним інститутом (тепер Східноукраїнський національний університет). У Донецьку утворюється філіал кафедри промислового транспорту, яким керує Ю. Г. Світлий. Під керівництвом провідних співробітників відділу студенти інституту проходять в Донецьку виробничу практику і виконують дипломні проекти за спеціальністю «Гідравлічний транспорт».
Ю. Г. Світлий готує і читає в Луганську курс лекцій з гідравлічних машин, протягом багатьох років є членом державної екзаменаційної комісії. Разом з Луганським відділенням Інженерної Академії України (Б. Ф. Брагін і Ф. Д. Маркунтович) та ВО «Луганськвуглезбагачення» (М. П. Сбітнєв і А. П. Крикунов) на ЗФ «Самсонівська» була створена експериментальна установка з приготування і спалення водовугільного палива в котлі ДКВР 10-13, випробування якої дали вельми обнадійливі результати.
Після відновлення незалежної Української держави Донецьке відділення НВО «Гідротрубопровід» було передане Держкомнафтогазу і перетворене в науково-дослідне підприємство «Гідротранспорт», директором якого призначається Ю. Г. Світлий. З його ініціативи в складний період становлення української держави колектив підприємства бере в оренду будівлю і науково-експериментальну базу, а потім приватизує їх і об'єднується з науково-технічним центром «Гаймек», утворивши акціонерне підприємство закритого типу АТЗТ "Науково-виробниче об'єднання «Гаймек». Генеральним директором стає Ф. О. Папаяні, а директором з наукової роботи Ю. Г. Світлий.
Продовжуються роботи з технології водовугільного палива. На стендовій установці приготовано 12 тонн водовугільного палива на основі антрацитового шламу зольністю 37 %, яке залишалося стабільним протягом 10 діб, після чого було доставлено на цементний завод ВО «Донцемент» і успішно випробувано (протягом 35 хвилин горіло в цементній печі). Змін параметрів печі при цьому не зафіксовано.
Проводяться дослідження і розробляються технічні рішення і пропозиції зі створення технології утилізації відходів вуглезбагачення — високозольних вугільних шламів для приготування водовугільного палива для спільного спалення з відходами коксохімічного виробництва — коксовим газом і в котлоагрегатах промислового і побутового призначення.
Виходячи з переконання, що збільшити видобуток твердих енергоносіїв в мінімальні терміни і з найменшими витратами можна лише за рахунок бурого вугілля, Ю. Г. Світлий ініціює роботу по розширенню сфери використання бурого вугілля в теплоенергетиці шляхом створення паливно-енергетичних комплексів на базі Вехнєдніпровського буровугільного родовища і ТЕС, розташованих по р. Дніпро, яке таким чином, стає транспортною артерією цих комплексів.
Першим кроком в цьому напрямку стала робота зі створення демонстраційного комплексу для приготування і спалення водобуровугільного палива на базі підприємств ВО «Олександріявугілля». Разом з фірмою «Williams Technologies, Inc.» і «Coal-Water Fuel Services» (США) були проведені дослідження бурого вугілля розрізу «Констянтинівський», які показали можливість приготування на його основі водовугільного палива з теплотворною здатністю 3440 ккал/кг. За результатами досліджень розроблений проект пілотної установки у складі розрізу «Костянтинівський» і АТЕЦ ВО «Олександріявугілля» продуктивністю по ВУТ 7 т/ч.
Ю. Г. Світлий нагороджений рядом громадських та державних відзнак.
Спортивні уподобання Ю.Світлого — гандбол, гірський туризм.

## Основні наукові роботи
- Світлий Ю. Г., Білецький В. С.. Гідравлічний транспорт (монографія). — Донецьк: Східний видавничий дім, Донецьке відділення НТШ, «Редакція гірничої енциклопедії», 2009. — 436 с. ISBN 978-966-317-038-1
- Світлий Ю. Г., Круть О. А. Гідравлічний транспорт твердих матеріалів. Донецьк: Східний видавничий дім, 2010. — 268 с. ISBN 978-966-317-049-7

## Нагороди та відзнаки
- Подяка Наукового Товариства імені Шевченка за вагомий особистий внесок у розвиток Товариства, з нагоди його 150-річчя. 16 грудня 2023 р. Львів.
- Пам'ятна медаль «Євграф Ковалевський» Донецького відділення НТШ, посвідчення № 24 від 23 грудня 2023 р. з нагоди 150-річчя НТШ.